# Felka Płatek
Felka Płatek (Varsóvia, 3 de janeiro de 1899 — Auschwitz-Birkenau, 2 de agosto de 1944) foi uma pintora polaca.
Foi assassinada em Auschwitz. Foi a mulher de Felix Nussbaum, também ele uma vítima do Holocausto.